# Санчес Франко, Хавьер
Хавьер Санчес Франко (исп. Javier Sánchez Franco; род. 25 января 1971, Касерес, Испания), более известный как Хави Санчес (исп. Javi Sánchez) — испанский игрок в мини-футбол. Более всего известен выступлениями за испанский клуб «Плайас де Кастельон» и сборную Испании по мини-футболу.

## Биография
Хави Санчес начинал карьеру в «Экстремадуре», после чего перешёл в «Плайас де Кастельон». Сезон спустя он перешёл в «Пинтурас Лепанто Сарагоса», однако вскоре вернулся в кастельонский клуб, где и провёл всю оставшуюся карьеру. Хави Санчес помог «Плайас де Кастельон» одержать большие победы: дважды его клуб побеждал в Чемпионате Испании и три сезона подряд становился лучшим клубом Европы, выиграв последний Турнир Европейских Чемпионов и два дебютных розыгрыша Кубка УЕФА по мини-футболу.
Хави Санчес — важная фигура в истории сборной Испании по мини-футболу, за которую он выступал в 1993—2003 годах. В 1996 году испанец выиграл с ней золото экспериментального Чемпионата Европы. А на первом официальном континентальном первенстве ему удалось забить гол россиянам в финале, но этого испанцам для победы не хватило. Зато очень нужным оказался гол Санчеса бразильцам в финале Чемпионата мира 2000 года, в котором испанцы победили с перевесом в один мяч и стали чемпионами мира. На следующем турнире, Чемпионате Европы 2001 года, Хави Санчес вновь отличается в финале, забивая украинцам золотой гол на 5 минуте овертайма, и признаётся лучшим игроком первенства. Таким образом, он забивал голы в финалах трёх ведущих соревнований подряд.
Чемпионат Европы 2003 года стал для испанцев менее удачным — они впервые не вышли в финал и выиграли лишь бронзу. После этого турнира Хави Санчес завершил свои выступления за сборную, а годом позже объявил о завершении карьеры.

## Достижения
- Чемпион мира по мини-футболу 2000
- Серебряный призёр чемпионата мира по мини-футболу 1996
- Чемпион Европы по мини-футболу (2): 1996, 2001
- Серебряный призёр Чемпионата Европы по мини-футболу 1999
- Бронзовый призёр Чемпионата Европы по мини-футболу 2003
- Обладатель Кубка УЕФА по мини-футболу (2): 2001/02, 2002/03
- Победитель Турнира Европейских Чемпионов по мини-футболу: 2001
- Чемпион Испании по мини-футболу (2): 1999/00, 2000/01